# Tolna cryptoleuca
Tolna cryptoleuca là một loài bướm đêm trong họ Erebidae.